# Phan Nhạc (chính khách)
Phan Nhạc (tiếng Trung giản thể: 潘岳, bính âm Hán ngữ: Pān Yuè, sinh tháng 4 năm 1960, người Hán) là chính trị gia nước Cộng hòa Nhân dân Trung Hoa. Ông là Ủy viên Ủy ban Trung ương Đảng Cộng sản Trung Quốc khóa XX, Ủy viên dự khuyết khóa XIX, hiện là Phó Bộ trưởng Bộ Công tác Mặt trận Thống nhất Trung ương, Bí thư Đảng tổ, Chủ nhiệm Ủy ban Sự vụ dân tộc Quốc gia. Ông nguyên là Bí thư Đảng tổ, Chủ nhiệm Văn phòng Kiều vụ Quốc vụ viện; Bí thư Đảng tổ, Phó Viện trưởng thứ nhất Học viện Xã hội chủ nghĩa Trung ương; Phó Bí thư Đảng tổ, Phó Bộ trưởng Bộ Bảo vệ Môi trường.
Phan Nhạc là đảng viên Đảng Cộng sản Trung Quốc, học vị Thạc sĩ Kỹ thuật, Tiến sĩ Lịch sử. Ông có xuất thân từ một gia đình công vụ viên, có sự nghiệp từng trải qua nhiều vị trí, cơ quan khác nhau thuộc hệ thống chính trị Trung Quốc.

## Xuất thân và giáo dục
Phan Nhạc sinh tháng 4 năm 1963 tại thủ phủ Nam Kinh, tỉnh Giang Tô, Cộng hòa Nhân dân Trung Hoa, trong một gia đình công vụ viên, với bố là Phan Điền, nguyên Tổng Công trình sư, Phó Tham mưu trưởng Bộ Tư lệnh Binh đoàn Đường sắt Trung Quốc; mẹ là Chu Lan, là bác sĩ quân y của Quân Giải phóng Nhân dân Trung Quốc. Từ tháng 11 năm 1993 đến tháng 12 năm 1994, ông bắt đầu vừa học vừa làm trong khóa học nâng cao sau đại học tại Khoa Kinh tế của Đại học Nhân dân Trung Quốc, rồi theo học cao học và lấy bằng thạc sĩ kỹ thuật tại Đại học Chiết Giang vào tháng 11 năm 1996. Tháng 9 năm 1999, ông bắt đầu là nghiên cứu sinh tại Đại học Sư phạm Hoa Trung về chuyên đề lịch sử Trung Quốc cận đại, bảo vệ thành công luận án tiến sĩ đề tài "Nghiên cứu lịch sử và thực tiễn di dân định cư miền Tây Trung Quốc" (中国西部移民屯垦的历史与现实研究) được hướng dẫn bởi Chương Khai Nguyên và Mã Mẫn, trở thành Tiến sĩ Lịch sử vào tháng 6 năm 2002. Phan Nhạc được kết nạp Đảng Cộng sản Trung Quốc vào tháng 11 năm 1987, ông được cử tham gia các khóa học là ba khóa bồi dưỡng cán bộ cấp tỉnh, bộ tháng 3–5, năm 1995, tháng 5–7, năm 2006, và từ tháng 11 năm 2010 đến tháng 1 năm 2011 ở Trường Đảng Trung ương Đảng Cộng sản Trung Quốc. Ngoài ra, ông còn tham gia một khóa học nghiên cứu chiến lược quốc phòng từ tháng 10–12, năm 2000 tại Đại học Quốc phòng Trung Quốc.

## Sự nghiệp

### Thời kỳ đầu
Tháng 7 năm 1976, Phan Nhạc bắt đầu sự nghiệp của mình với việc nhập ngũ, phục vụ ở Sư đoàn 13 của Binh đoàn Đường sắt Trung Quốc (Thiết đạo binh, 铁道兵), thuộc Tập đoàn quân 13 (nay là Tập đoàn quân 82, Lục quân Trung Quốc. Năm 1982, ông xuất ngũ rồi được nhận vào làm khoa viên của Văn phòng Tổng biên tập Nhật báo Kinh tế. Năm 1983, ông được chuyển sang làm cán bộ Báo Môi trường Trung Quốc (中国环境报社), là cán bộ Bộ Ký giả rồi Tổ trưởng Tổ ký giả cơ động của báo. Những năm tiếp theo, Phan Nhạc được điều chuyển liên tục, giữ nhiều vị trí khác nhau ở các cơ quan, lần lượt là chuyển chức làm Phó Chủ nhiệm Văn phòng nghiên cứu chính sách của Cục Quản chế không lưu Quốc gia, kiêm Bí thư Đoàn ủy cơ quan này giai đoạn 1986–88; chuyển sang làm Chủ nhiệm Phòng Liên lạc đối ngoại kiêm Phó Chủ nhiệm Ủy ban kinh tế và thương mại quốc tế của Chính phủ Nhân dân quận Phòng Sơn, Bắc Kinh trong giai đoạn ngắn năm 1988; rồi Phó Tổng biên tập Tạp chí Giám sát kỹ thuật Trung Quốc (中国技术监督报社) từ 1988–90. Năm 1990, ông tiếp tục được điều chuyển làm Phó Tổng biên tập Báo Thanh niên Trung Quốc, rồi Chủ nhiệm Trung tâm nghiên cứu Thanh thiếu niên Trung Quốc giai đoạn 1993–94.

### Quốc vụ viện
Tháng 6 năm 1994, Phan Nhạc được điều tới Quốc vụ viện, nhậm chức Phó Cục trưởng Cục Quản lý tài sản quốc hưu Quốc gia, rồi chuyển sang làm Ủy viên Đảng tổ, Phó Cục trưởng Cục Giám sát kỹ thuật và chất lượng Quốc gia từ 1998. Năm 2000, ông được bổ nhiệm làm Ủy viên Đảng tổ, Phó Chủ nhiệm Văn phòng Cải cách thể chế kinh tế Quốc vụ viện, rồi chuyển sang làm Ủy viên Đảng tổ, Phó Cục trưởng Tổng cục Bảo hộ môi trường Quốc gia kiêm Người phát ngôn của bộ từ 2003. Năm 2008, tổng cục này được nâng cấp lên thành Bộ Bảo vệ Môi trường, ông được bổ nhiệm làm Ủy viên Đảng tổ, Phó Bộ trưởng, rồi làm Phó Bí thư Đảng tổ từ tháng 8 năm 2015.
Tháng 3 năm 2016, Phan Nhạc được bổ nhiệm làm Bí thư Đảng tổ, Phó Viện trưởng thứ nhất Học viện Xã hội chủ nghĩa Trung ương Trung Quốc, cấp chính bộ. Tháng 10 năm 2017, ông tham gia đại hội đại biểu toàn quốc, được bầu làm Ủy viên dự khuyết Ủy ban Trung ương Đảng Cộng sản Trung Quốc khóa XIX tại Đại hội Đảng Cộng sản Trung Quốc lần thứ 19. Tháng 10 năm 2020, ông được bổ nhiệm làm Phó Bộ trưởng Bộ Công tác Mặt trận Thống nhất Trung ương, Chủ nhiệm Văn phòng Kiều vụ Quốc vụ viện, vẫn kiêm nhiệm vị trí ở Học viện Xã hội chủ nghĩa cho đến tháng 7 năm 2021. Ngày 18 tháng 6 năm 2022, Ủy ban Trung ương quyết định điều chuyển ông nhậm chức Bí thư Đảng tổ Ủy ban Sự vụ dân tộc Quốc gia, sau đó được Ủy ban Thường vụ Nhân Đại Trung Quốc bổ nhiệm làm Chủ nhiệm Ủy ban này từ ngày 24 tháng 6 theo đề nghị của Tổng lý Lý Khắc Cường, tiếp tục là chính trị gia người Hán kế nhiệm Trần Tiểu Giang. Cuối năm 2022, ông tham gia Đại hội Đảng Cộng sản Trung Quốc lần thứ XX từ đoàn đại biểu khối cơ quan trung ương Đảng và Nhà nước. Trong quá trình bầu cử tại đại hội, ông được bầu là Ủy viên Ủy ban Trung ương Đảng Cộng sản Trung Quốc khóa XX.

## Đời tư
Phan Nhạc là một người yêu thích nghệ thuật tự do và là một nhà thơ nổi tiếng. Ông đã xuất bản "Những bài thơ chọn lọc của Phan Nhạc" (潘岳诗文选), và tác phẩm văn xuôi "Giữ thảo nguyên" (托起草原). Về hôn nhân, ông đã từng kết hôn với Lưu Khởi Anh, con gái của Thượng tướng, Ủy viên Ban Thường vụ Bộ Chính trị Đảng Cộng sản Trung Quốc, Phó Chủ tịch Quân ủy Trung ương Lưu Hoa Thanh, hai người có một con trai là Phan Trí Hoành, đã ly hôn.